# 1296 dans les croisades
- Mamelouks :           Al-Adil Zayn ad-Dîn Kitbugha al-Mansur

Cette page regroupe les évènements concernant les Croisades qui sont survenus en 1296 :
- 7 janvier : Thoros III et Héthoum II, rois d'Arménie confient la régence à leur frère Smbat et se rendent à Byzance[1].
- fin d'année : Thoros III et Héthoum II, rois d'Arménie sont détrônés par leur frère Smbat[2].